# Schule an der Nordstraße
Das Gebäude der Schule an der Nordstraße, vor 1945 Volksschule am Holzhafen bzw. auch Holzhafenschule genannt, in Bremen, Stadtteil Walle, Ortsteil Steffensweg, Nordstraße 349, wurde 1910 nach Plänen von Baudirektor Wilhelm Knop und Max Fritsche erbaut.
Das Gebäude steht seit 1984 unter Denkmalschutz.
Die Schule wurde zunächst nach dem benachbarten Holzhafen von 1891 benannt und ab 1945 nach der Nordstraße. 

## Geschichte
Diese dreigeschossige Volksschule von 1910 wurde im Stil der Reformarchitektur von der Hochbauinspektion Bremen (später Hochbauamt Bremen) geplant und ausgeführt. Das u-förmige Gebäude mit einem Walmdach hat eine rote Klinkerfassade. Ein seitlicher Giebel mit einer Uhr prägt das einfache Gebäude.
1910 hatte die Schule 17 Klassen und um 800 Schüler. Nach 1919 waren es noch 600 Schüler. Im Zweiten Weltkrieg waren in der Schule auch zeitweise Sicherheitseinheiten stationiert. Nach 1945 wurde hier eine Grundschule untergebracht. 
Aktuell (März 2020) werden in der dreizügigen Grundschule als Ganztagsschule in 13 Klassen und einer „Vorklasse“ (Sprachanfängerklasse) ca. 250 Schülerinnen und Schüler von 19 Lehrkräften unterrichtet. Die Schule kooperiert mit den umliegenden Kindergärten.